# Sorin Comoroșan
Sorin Comoroșan (n. 17 iulie 1927, Teregova, România) este un biochimist și fizician român, membru de onoare (1992) al Academiei Române. A încetat din viață pe data de 24 februarie 2021 și a fost înmormântat în Cimitirul Bellu.